# Santa Clarita Valley
Das Santa Clarita Valley ist das Tal des Santa Clara Rivers in Südkalifornien. Es erstreckt sich vom Los Angeles County zum Ventura County. Des Weiteren gehörte das Tal zur 19.672 ha großen Rancho San Francisco.
Unterhalb von Santa Clarita wird das Tal Heritage Valley, oberhalb Soledad Canyon genannt. Im Gebiet des Canyons liegen die Orte Vincent, Acton, Ravenna und Agua Dulce.
Das Santa Clarita Valley grenzt an den Lake Piru, den Los Padres National Forest und dem Castaic Lake im Nordwesten, die Sierra Pelona Mountains und dem Angeles National Forest im Norden und Nordosten, den San Gabriel Mountains im Osten und Südosten, den Santa Susana Mountains im Süden und Südwesten sowie mit dem Santa Clara River Valley im Westen. Im südlichen Teil des Tals bildet der Newhall Pass die Verbindung zum benachbarten San Fernando Valley. Neben diesem gibt es noch weitere Verbindungen zu anderen Tälern wie zum Beispiel mit dem Santa Clara River Valley über die California State Route 126. Die Interstate 5 bildet die Verbindung zum nördlich gelegenen San Joaquin Valley, nachdem die Interstate den Pyramid Lake und den Frazier Park passiert hat.